# 圣热里 (多尔多涅省)
圣热里（法語：Saint-Géry，法語發音：[sɛ̃ ʒeʁi]）是法国多尔多涅省的一个市镇，位于该省西南部，属于贝尔热拉克区。

## 地理
圣热里（44°59'3"N, 0°19'26"E）面积18.71 平方千米，位于法国新阿基坦大区多爾多涅省，该省份为法国西南部内陆省份，是法國本土面积第三大的省，大致对应佩里戈尔地区，北起顺时针与夏朗德省、上维埃纳省、科雷兹省、洛特省、洛特-加龙省、吉倫特省和滨海夏朗德省接壤。
与圣热里接壤的市镇（或旧市镇、城区）包括：圣梅达尔德米西当、弗赖斯、博普耶、博塞、莱莱什。

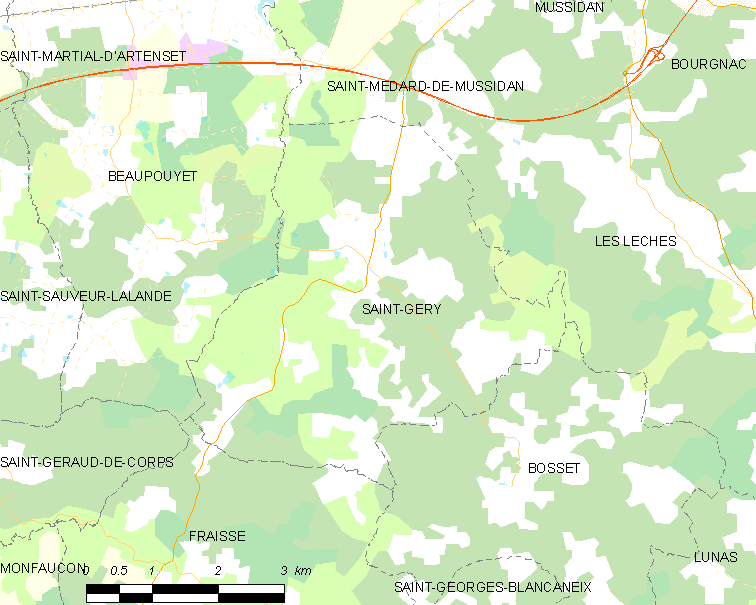
的OSM定位图

圣热里的时区为UTC+01:00、UTC+02:00（夏令时）。

## 行政
圣热里的邮政编码为24400，INSEE市镇编码为24420。

## 政治
圣热里所属的省级选区为拉福尔斯地区县。

## 人口

1962-2008年间人口变化图示

圣热里于2022年1月1日时的人口数量为243人。